# Hycleus pintoi
Hycleus pintoi is een keversoort uit de familie van oliekevers (Meloidae). De wetenschappelijke naam van de soort is voor het eerst geldig gepubliceerd in 2007 door Bologna & Turco.